# Araxes
|  | Per a altres significats, vegeu «Araxes (península Ibèrica)». |

Araxes (llatinització del nom en armeni i rus, conegut també com a Aras, Araks, Arax, Araxi, Araz o Yeraskh; en armeni Արաքս; en farsi ارس; en turc Aras; en àzeri Araz; en kurd Aras o Araz; en rus Аракс) és un riu de la regió del Caucas, que fa frontera entre Turquia, l'Iran, l'Azerbaidjan i Armènia. Neix en territori turc i té un curs de 994 km. A Sabirabad, s'ajunta amb el Kura. Desemboca a la mar Càspia, on forma un delta.

## Descripció
L'Araxes neix a prop d'Erzurum, a Turquia, i es troba amb el riu Akhurian, al sud-est de Digor. Des de Digor flueix al llarg de la frontera tancada turcoarmènia, i continua prop del corredor que connecta Turquia amb l'exclavament de Nakhtxivan de l'Azerbaidjan. El pont Poldasht-Shah Takhti sobre el riu serveix com a pas fronterer per a connectar l'exclavament de Nakhtxivan amb l'Azerbaitjan sense haver de passar per Armènia. Després continua per la frontera irano-armènia i la irano-azerbaidjana.
Els afluents principals de l'Araxes des del sud són el Zangmar, el Sariso, el Ghotour, l'Hajilar, el Kalibar, l'Ilghena, el Darreh i el Balha. A Turquia, el riu Ghareso hi desemboca des del nord i els rius Akhurian, Metsamor, Hrazdan, Azat, Vedi, Arpa, Vorotan, Voghdji i Meghrí s'uneixen des del costat armeni (nord). El riu Khachin, l'Okhchi, el Kuri i el Kandlan desemboquen al riu des del costat de l'Azerbaidjan (nord).

## Etimologia i història

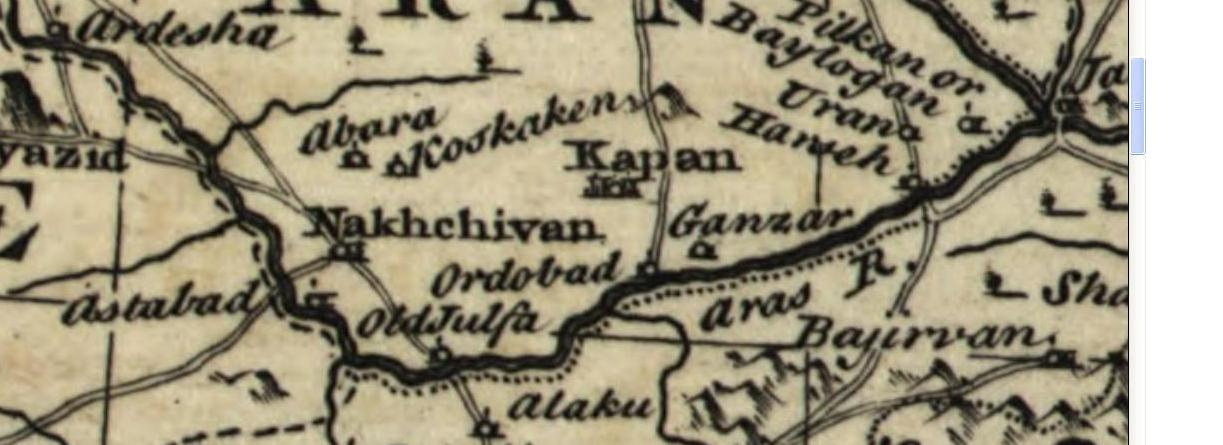
El riu Aras en l'Imperi persa en un mapa del 1747

En la tradició armenia, el riu rebia el nom d'Arast, un besnet del llegendari patriarca armeni Haik. El nom fou hel·lenitzat com Araxes i es va aplicar a la cultura Kura-Araxes, un poble prehistòric que va florir a les valls del Kura i Araxes. El riu també es menciona en l'últim capítol de l'Eneida de Virgili com "enfadat pel pont", ja que els romans van construir un pont sobre ell, de manera que es conquereix. El riu Araxes s'ha associat amb els rius bíblics Gihon i Pishon. Robert H. Hewsen va qualificar el riu Araxes com l'únic "veritable riu" d'Armènia i com "mare Araxes", un símbol d'orgull per al poble armeni.
Segons una llegenda citada per Estrabó antigament, el riu Araxes, a Armènia, no tenia sortida cap a la mar Càspia, sinó que es va estendre per les planes i va crear un llac sense sortida.
En temps islàmics, els àrabs l'anomenaren ar-Ras (no s'ha de confondre amb l'actual ar-Ras) i en contextos perses i turcs s'anomenava Aras.
En la història moderna, el riu Araxes va guanyar importància com a límit polític geogràfic. Sota els termes del tractat de Gulistan i del tractat de Turkmantxai, el riu va ser triat com a límit fronterer entre l'Imperi Rus i l'Iran, ja que aquest va ser obligat a cedir els seus territoris caucàsics a Rússia. L'Iran i la Unió Soviètica van construir posteriorment la presa d'Aras a l'Araxes, a la zona de Poldasht. La presa de Meghrí es construí a prop de la ciutat armènia de Meghrí.

## La vall de l'Araxes
El 2006, la Societat KuzeyDoğa, una organització no governamental turca per a la conservació de la natura, va establir un centre d'investigació i educació en aus a la vall de l'Araxes, al poble Yukarı Çıyrıklı, districte de Koghb, província de Tsolakert, Turquia. És una de les dues estacions d'anellament d'aus de Turquia que es mantenen actives anualment. Entre el 2006 i el 2015 es van anellar més de 65.000 aus de 198 espècies i es van observar 258 espècies d'aus en aquesta estació. El cinquanta-cinc per cent de les 471 espècies d'aus que es troben a Turquia es registren en aquesta zona humida, és a dir, és la zona humida més important de Turquia per a les aus. El nombre de 258 espècies d'aus anellades i observades comprèn el 85 per cent de les 303 espècies d'aus de la província de Tsolakert. Durant el 2012 només es van observar set noves espècies d'aus durant les activitats d'anellament d'aus, entre les quals hi havia el rapinyaire Shikra (Accipiter badius), que era nou en l'avifauna de Turquia.
El professor de biologia de la Universitat de Utah, Çağan Şekercioğlu, president de la Societat KuzeyDoğa, va fer una crida al Ministeri de Gestió de Boscos i Aigua perquè abandonés el projecte de la presa de Koghb, que destruiria la zona d'aiguamolls que portava fauna salvatge a la vall del Araxes. El 2013, el ministeri va atorgar al lloc el nivell més alt d'estat de conservació (Zona de Conservació de la Natura).

## Galeria

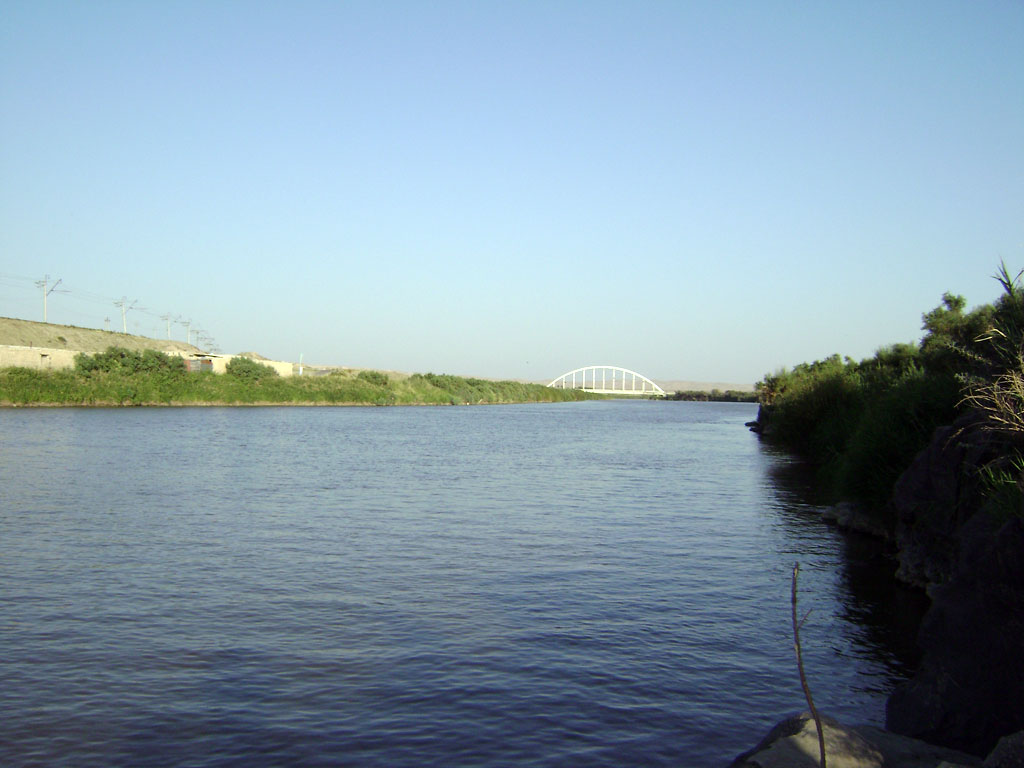
El riu Araxes fotografiat al districte de Poldasht
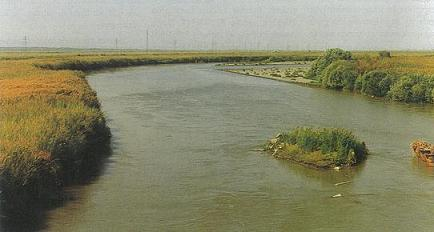
El riu Araxes, fotografiat des de Tsolakert
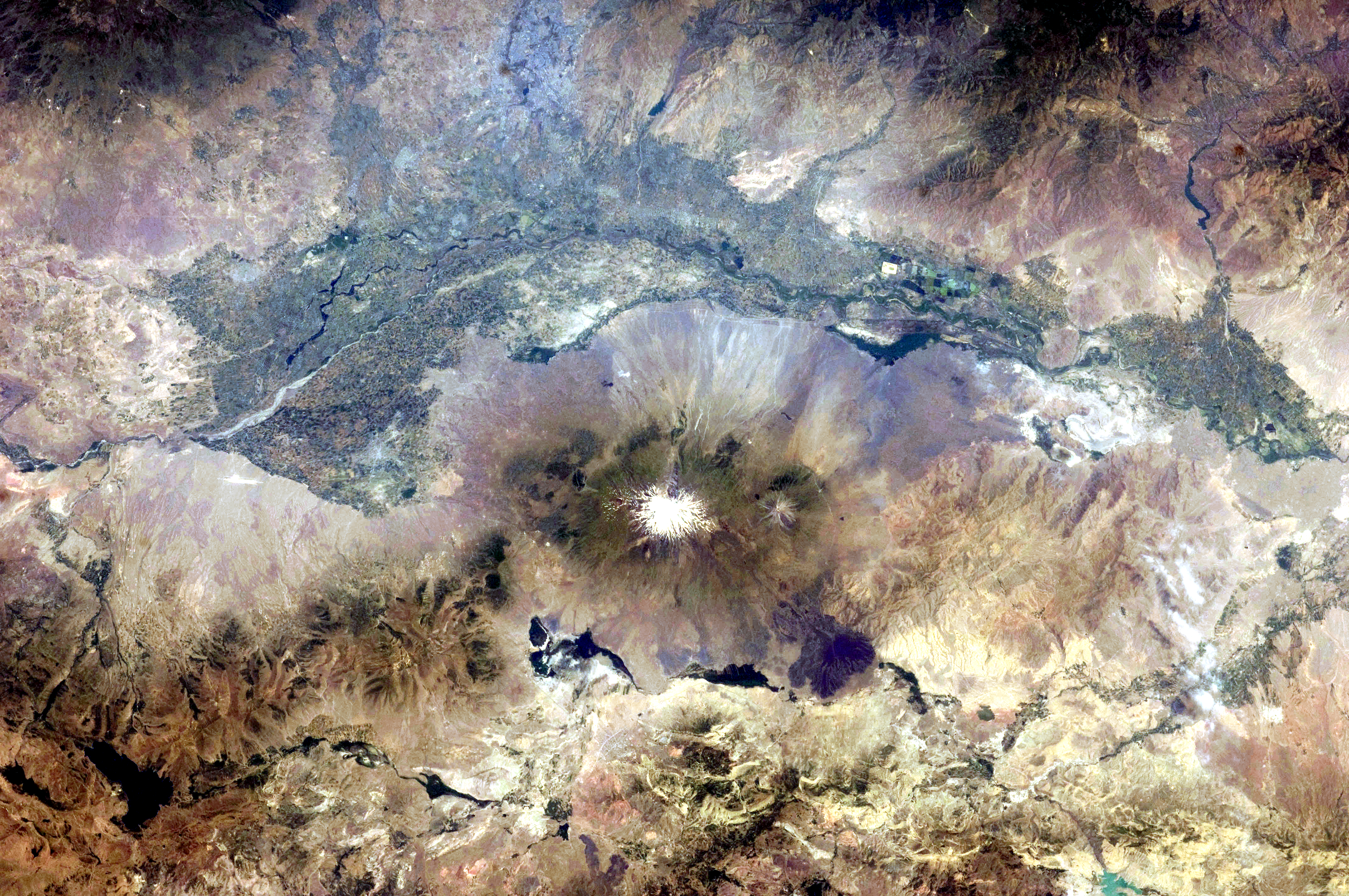
Fotografia de l'Araxes des de l'espai
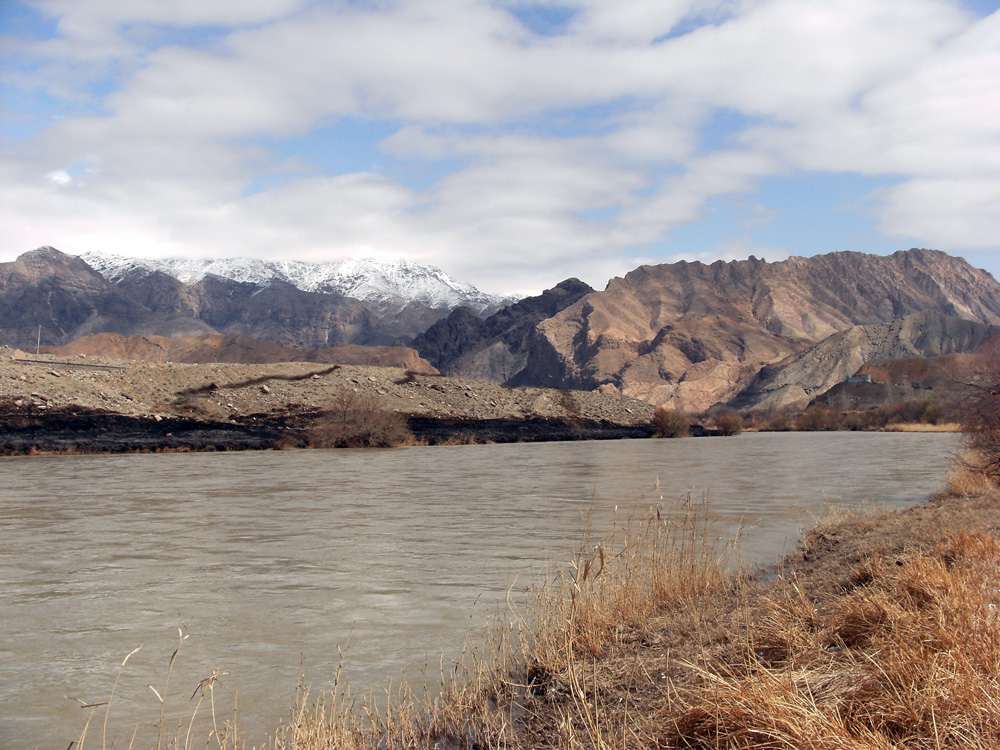
El riu Araxes a prop de Joulfa
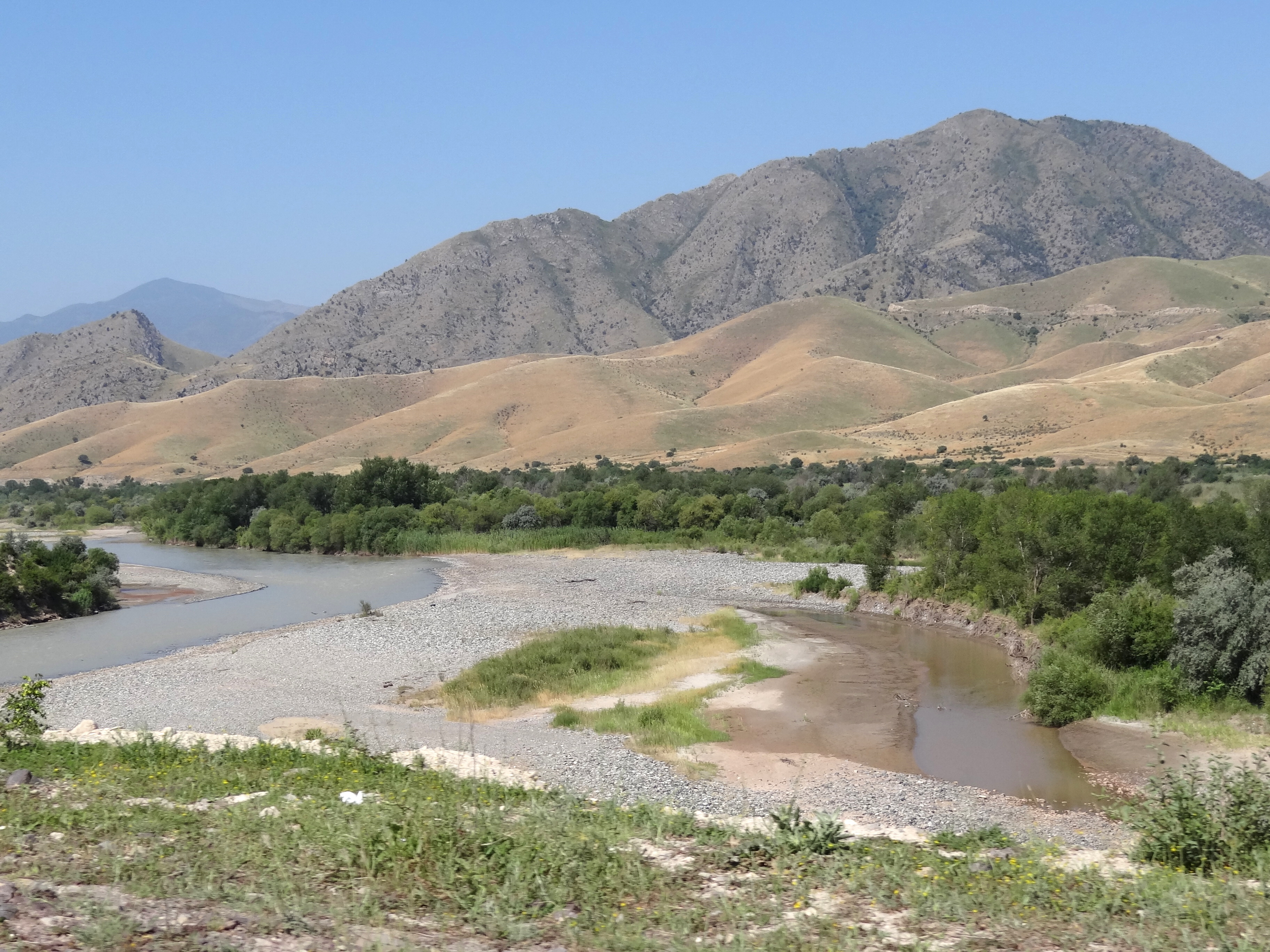
El riu Araxes amb l'Iran a l'esquerra i l'Azerbaidjan a la dreta